# The Moody Blues

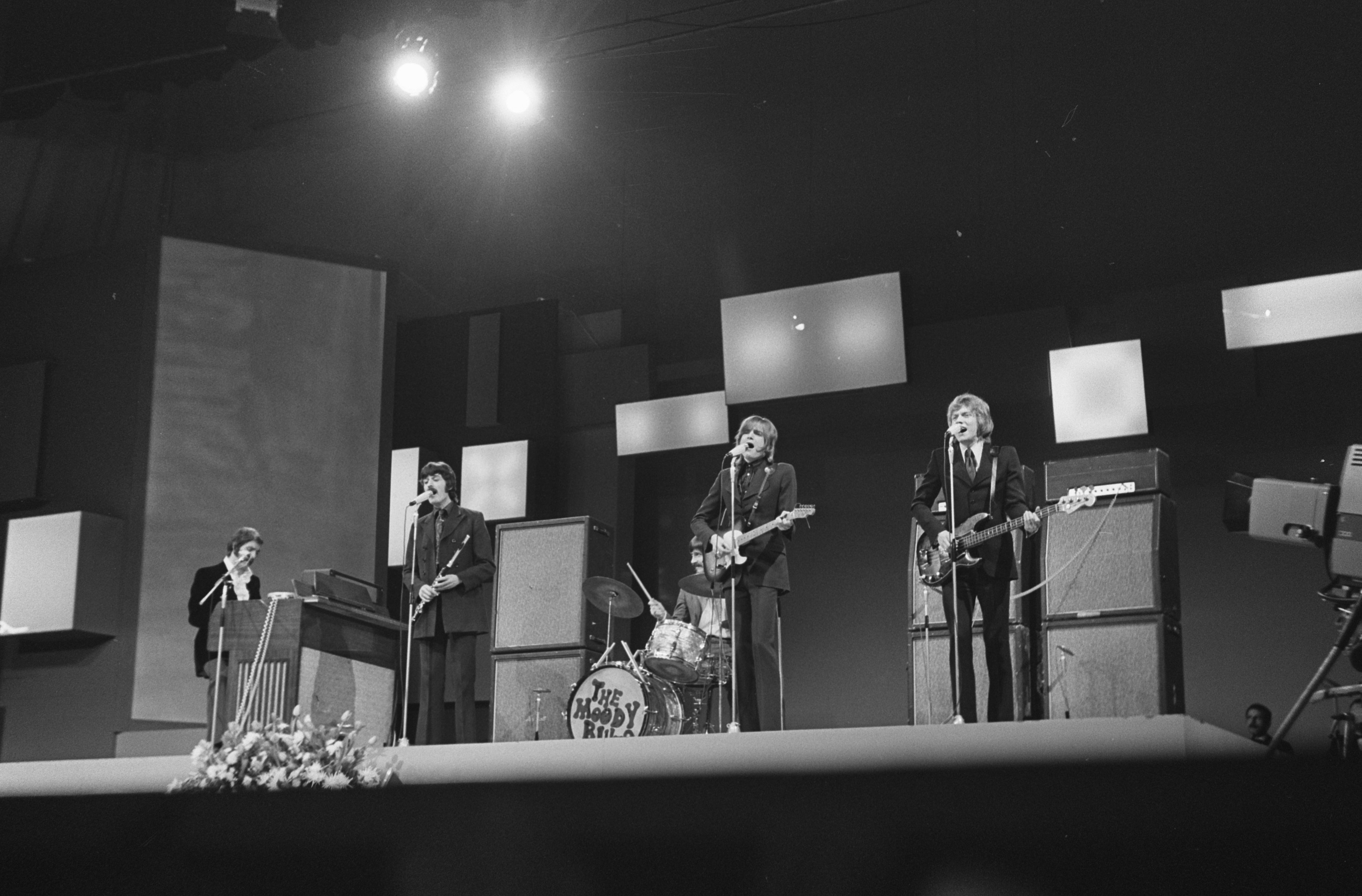
The Moody Blues (1969)

The Moody Blues este o formație rock engleză originară din Erdington, Birmingham. Membrii fondatori, Michael Pinder și Ray Thomas cântau la început muzică rhythm and blues în Birmingham în 1964 împreună cu Graeme Edge și alții iar mai târziu formației s-au alăturat John Lodge și Justin Hayward care au trasat direcția grupului spre rock progresiv. Printre inovațiile de care a dat dovadă trupa a fost și fuziunea cu muzica clasică, fuziune reprezentată cel mai bine pe albumul lor din 1967, Days of Future Passed. 
Formația a avut numeroase albume de succes în Regatul Unit și SUA. The Moody Blues activează și în prezent. Au vândut peste 50 de milioane de albume în toată lumea primind și 14 discuri de platină și aur.
Toți cei cinci membri originali ai Moody Blues – Warwick, Thomas, Edge, Laine și Pinder – au murit până în 2024. Rod Clark, care l-a înlocuit pentru scurt timp pe Warwick ca basist al trupei, a murit în 2025. Hayward, Lodge și Moraz rămân activi din punct de vedere muzical.

## Discografie
Albume de studio
- The Magnificent Moodies (1965)
- Days of Future Passed (1967)
- In Search of the Lost Chord (1968)
- On the Threshold of a Dream (1969)
- To Our Children's Children's Children (1969)
- A Question of Balance (1970)
- Every Good Boy Deserves Favour (1971)
- Seventh Sojourn (1972)
- Octave (1978)
- Long Distance Voyager (1981)
- The Present (1983)
- The Other Side of Life (1986)
- Sur la Mer (1988)
- Keys of the Kingdom (1991)
- Strange Times (1999)
- December (2003)

Billboard Top 40 Hits
- 03/27/65   No. 10 Go Now!
- 08/24/68   No. 24 Tuesday Afternoon (Forever Afternoon)
- 05/30/70   No. 21 Question
- 09/04/71   No. 23 The Story in Your Eyes
- 05/13/72   No. 29 Isn't Life Strange
- 09/02/72   No. 2 Nights in White Satin
- 02/17/73   No. 12 I'm Just A Singer(In A Rock and Roll Band)
- 09/02/78   No. 39 Steppin' in a Slide Zone
- 06/13/81   No. 12 Gemini Dream
- 08/15/81   No. 15 The Voice
- 09/17/83   No. 27 Sitting at the Wheel
- 05/24/86   No. 9 In Your Wildest Dreams
- 07/23/88   No. 30 I Know You're Out There Somewhere